# 三星生命保险
三星生命保险（韩交所：032830）或稱三星人壽，是韓國的一間保险公司，其总部位于首爾特別市，是三星集团旗下的跨國企業。2011年三星生命保险总资产1335亿美元，营业收入232亿美元，世界500强企业中排名第229，是全韓國最大的保险公司，占有韩国40%的寿险市场份额。三星生命保险成立于1957年，並在2010年5月於韩国交易所掛牌上市，是韩国最大的IPO。

## 历史
1957年，东方生命保险成立。 公司成立后迅速发展成为韩国人寿险市场的佼佼者。1963年，东方生命保险被三星集团收购，成为[三星集团的子公司。1989年，东方生命保险改名为“三星生命保险”。
1986年开始，三星生命保险开始拓展海外市场，并在日本东京和美国纽约开设办事处。1997年和2005年，三星生命分别在泰国和中国建立合资公司。2006年，三星生命保险资产达100兆韩元，成为韩国第一个达到这个规模的人寿保险公司。2010年5月，三星生命保险在韩国交易所股票上市，是韩国最大的IPO。
2014年5月22日，中国银行与韩国三星生命保险公司在首尔签署了《战略合作协议》。根据协议，双方将在商业银行、保险、跨境人民币等领域开展合作。